# まいちゃんの日常
「まいちゃんの日常」（まいちゃんのにちじょう）は、氏賀Y太による猟奇漫画作品シリーズ。不死身の体を持つメイド「まい」が、毎回のようにサディストの客やメイド長の「楓」に過激な肉体破壊を加えられるがそのたび生き返る。主人公の「まい」は作者のホームページでのマスコットキャラ的存在であり、同人誌、商業誌で彼女を主人公にした作品が発表されている。
商業誌では「アイラデラックス」で12話にわたり連載され、三和出版から単行本化されている。
2014年に佐藤サド監督により実写映画化、同年11月29日より公開、R-18。

## 登場人物
まい
演:小司あん
とあるお屋敷に雇われている、どんなに体を切り刻まれても数時間以内に元通りに回復する特異体質のメイド。その体質をいかし、猟奇的な趣味を持つ客の接待に使われている。ただし、再生能力以外は常人と同じであり、肉体を痛めつけられれば常人と同じように苦痛も感じ、決してマゾヒストではない。ドジっ子だが明るく前向きな性格。
再生した分のエネルギーは食事等で補給しなければならず、不死ではあるが、全身が灰になるなどして全ての細胞がダメージを受けると本当に死んでしまうらしい。
お屋敷に来たいきさつや、なぜ酷い目にあい続けながらも逃げ出さないのかという理由は未だ語られていない。
楓
演:浪漫そあこ
まいの上司にあたるお屋敷のメイド長。氏賀Y太の作品『泥濘の中』にも登場する。
強烈なサディストであり、お仕置きなどと称してはまいに過激な肉体破壊行為を行う。
きずな
まいと同じ体質を持った少年。ややマゾヒストの気がある。まいは彼との子を妊娠するが、悲惨な結末が待っていた。
さゆりん
まいの「ペット」として楓が連れてきた、四肢を切断された少女。もとは『泥濘の中』に登場したキャラクター,「さゆり」。まいと共に客の接待をさせられるが、彼女は不死でなかったため命を落とす。
ジョージ・ライトマン
某国の大統領で、お屋敷にやってきた客の一人。まいに対して鬼畜の極みともいえる所業を行い、楓を負傷させまいを国に連れ帰ろうとするが、楓に反撃される。
村木エルモ
某大手企業の社長令嬢で、お屋敷にやってきた客の一人。まいよりも年下でサディスト。きずなを気に入りペットとして買い取ったが、きずなの思わぬ要求にツンデレ的な一面を見せてしまう。処女。
ミヤコ
演:赤根京
実写版に登場する新人メイド。館で行われるまいへの仕打ちに当初は驚くも、やがてまいへの破壊行為に加わる。
館の主人
演:丸山正吾
本名は不詳で、車椅子に乗っている。

## 単行本
- 『まいちゃんの日常』三和出版、2004年4月。ISBN 4-88356-247-6。

- 『GAME OVER』三和出版、2003年2月。ISBN 4-88356-165-8。

同人版『まいちゃんの秘密』『まいちゃんの日常』を収録。